# NGC 3487
NGC 3487 (również PGC 33195 lub UGC 6092) – galaktyka spiralna (Sc), znajdująca się w gwiazdozbiorze Lwa. Odkrył ją Lewis A. Swift 5 marca 1886 roku.